# Сажино (Конаковский район)
Са́жино — деревня в Конаковском районе Тверской области России, входит в состав Селиховского сельского поселения.
В деревне шесть улиц: Вишнёвая, Зелёная, Луговая, Полевая, Светлая, Центральная.Тут находится Гостевой Дом "Сажино" и КСК "Конаковские конюшни", а также автосервис "У Константина". 
Через деревню проходит автобусный маршрут Конаково — Дубна (Паром).
На территории деревни протекает река Малиновка и несколько болот.
В «Списке населённых мест» 1862 года — казённая деревня 2-го стана Корчевского уезда Тверской губернии близ правого берега реки Волги, в 12 верстах от уездного города и становой квартиры, при пруде, с 31 двором и 189 жителями (95 мужчин, 94 женщины).

## Население
| 1859 | 2002 | 2010 |
| ---- | ---- | ---- |
| 189  | ↗190 | ↗205 |